# Nicolás Zerba
Nicolás Zerba (Buenos Aires, 13 de junho de 1999) é um jogador de voleibol argentino que atua na posição de central.

## Carreira

### Clube
Zerba ingressou no time do UPCN Vóley Club na temporada 2017–18, onde foi campeão do Campeonato Argentino e da Copa Master da referida temporada. Levantou a taça da Copa da Argentina de 2019 após vencer o Gigantes del Sur por 3 sets a 0 e conquistou o vice-campeonato do Campeonato Sul-Americano de Clubes de 2020 após derrota para o Sada Cruzeiro.
Após atuar por três temporadas no clube argentino, o central foi contratado pelo Narbonne Volley para atuar no voleibol francês. Com o novo clube, conquistou o título da Copa Challenge de 2021–22 após vencer o turco Halkbank Ankara no golden set.
Em 2022, o atleta transferiu-se para a Polônia para defender as cores do PSG Stal Nysa na temporada 2022–23.

### Seleção
Pela seleção argentina sub-19, Zerba conquistou o título do Campeonato Sul-Americano de 2016, sendo eleito um dos melhores centrais do torneio.
Conquistou o título da Copa Pan-Americana e dos Jogos Sul-Americanos, além do segundo lugar no Campeonato Sul-Americano Sub-21, todos em 2018.
Recebeu a primeira convocação para representar a seleção adulta argentina em 2019, para competir a Copa do Mundo, terminando na quinta colocação. No mesmo ano foi vice-campeão do Campeonato Sul-Americano, repetindo o mesmo feito na edição de 2021.

## Títulos
UPCN Vóley Club
- Campeonato Argentino: 2017–18
- Copa Argentina: 2019
- Copa Master: 2017

Narbonne Volley
- Copa Challenge: 2021–22

## Clubes
| Anos      | Clube           |
| --------- | --------------- |
| 2017–2020 | UPCN Vóley Club |
| 2020–2022 | Narbonne Volley |
| 2022–     | PSG Stal Nysa   |

## Prêmios individuais
- 2016: Campeonato Sul-Americano Sub-19 – Melhor central
- 2023: Campeonato Sul-Americano – Melhor central